# Aeropuerto de Bríndisi

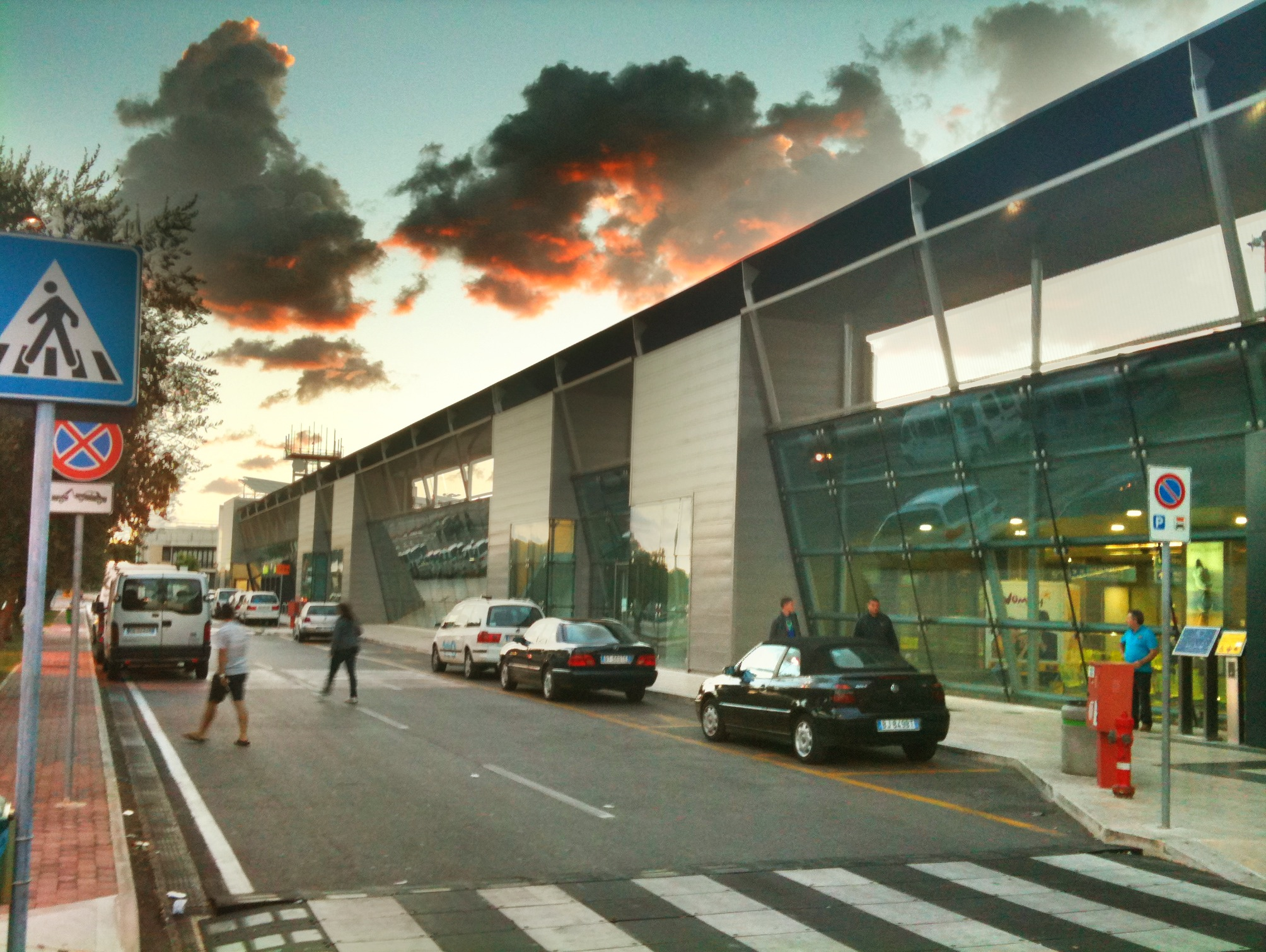
Aeropuerto del Salento

El Aeropuerto Papola Casale (IATA: BDS, OACI: LIBR), conocido como Aeropuerto del Salento es un aeropuerto italiano próximo a la ciudad de Brindisi, en la región Apulia, comarca de Salento en el sur de Italia.El aeropuerto lleva oficialmente el nombre del aviador italiano Antonio Papola y es conocido también como Aeropuerto del Casale  con referencia al homónimo vecindario contiguo de Bríndisi.
|                         |
| Interior del aeropuerto |

|                                                                          |
| Avión real de los Frecce Tricolori que custodia la entrada al aeropuerto |

|                                                            |
| Vista lateral del avión restaurado de los Frecce Tricolori |

|                      |
| Acceso al aeropuerto |

Desde los primeros meses de  2018 podemos encontraren en el aeropuerto de Brindisi nuevas salas de embarque y nuevas áreas operacionales. Los trabajos realizados han involucrado tanto las áreas internas de la terminal de pasajeros como parte de las infraestructuras aeronáuticas. En particular, en el área del aeropuerto, las salas de embarque se han ampliado por cerca de 1500 metros cuadrados y las puertas de embarque han pasado de ocho a trece. En la primera planta del aeropuerto, se ha reubicado toda el área de controles de seguridad y, al mismo tiempo, se ha comenzado a operar el nuevo sistema automatizado de acceso de pasajeros. El sistema (lector óptico de tarjetas de embarque y puertas automáticas) consta de cinco puertas, una de las cuales está reservada para el carril Fast Track.

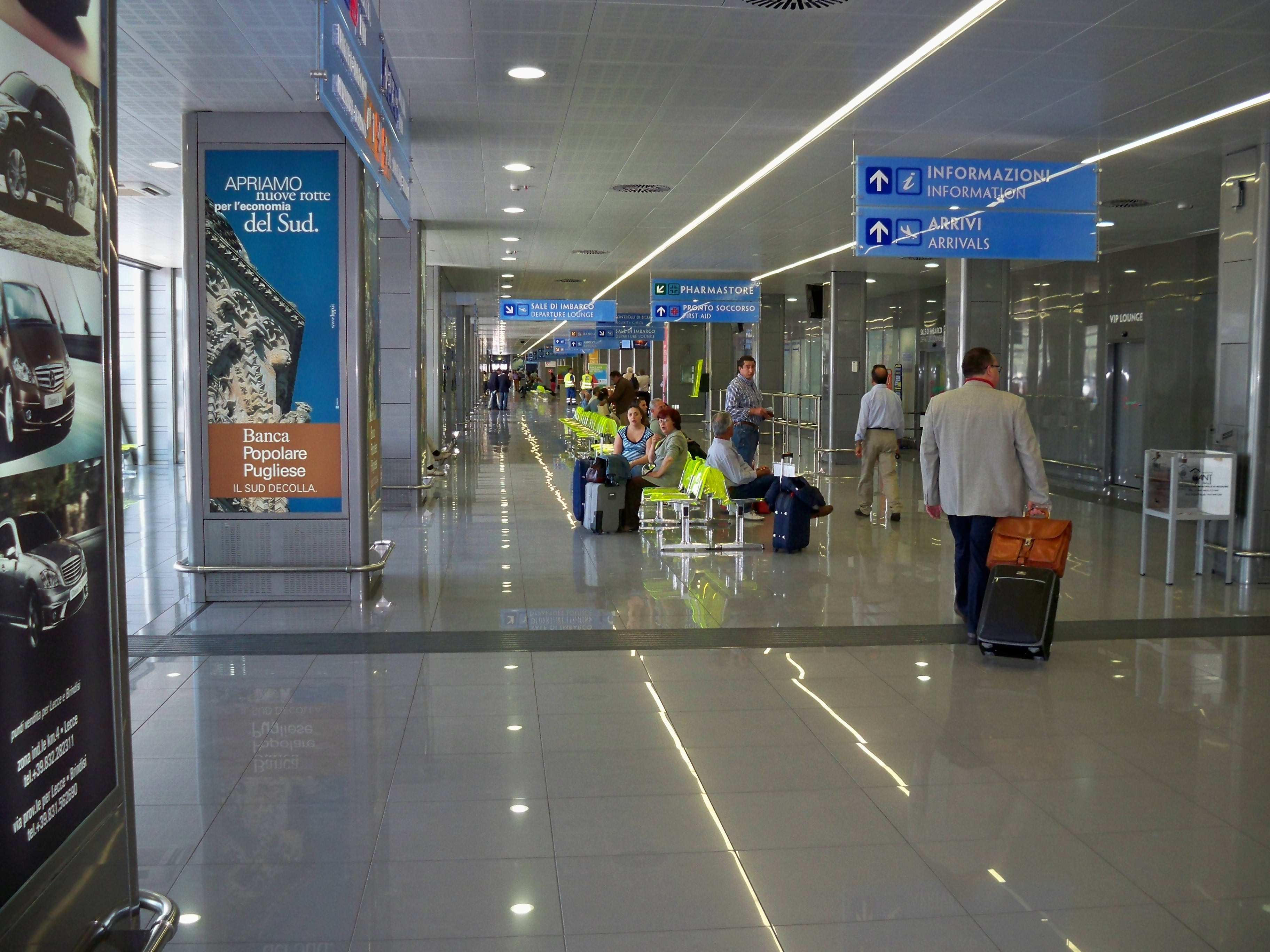
Aeropuerto de Salento

## Historia
Este aeropuerto se implantó en origen como base aérea militar en la década de 1920. Los primeros vuelos comerciales que servían a Roma comenzaron en la década de 1930 con el establecimiento de Ala Littoria en 1934. Después de la Segunda Guerra Mundial, Alitalia se hizo cargo de la ruta y agregó un vuelo a Catania. A partir de 2008, ha cambiado oficialmente su estatus legal en aeropuerto civil, manteniendo operativas las instalaciones militares que se le atribuyen. Estos se identifican con su nombre original "Aeropuerto Militar Orazio Pierozzi", nombrado en memoria de un aviador italiano de la Primera Guerra Mundial.
La posición estratégica del aeropuerto en la región mediterránea, junto con sus conexiones multimodales con la carretera y el puerto a pocos kilómetros de distancia, lo han convertido en una base de importancia crucial tanto para la defensa nacional como para la OTAN.

## Aerolíneas y destinos
| Aerolíneas                    | Destinos |
| ----------------------------- | --- |
| Aer Lingus                    | Estacional: Dublín |
| AeroItalia                    | Estacional: Forlì |
| Air Dolomiti                  | Estacional: Múnich |
| AlbaStar                      | Trapani Estacional: Bergamo |
| Austrian Airlines             | Estacional: Viena |
| British Airways               | Estacional: Londres–Heathrow |
| Brussels Airlines             | Estacional: Bruselas |
| Danish Air Transport          | Estacional: Catania |
| easyJet                       | Basilea/Mulhouse, Ginebra, Milán–Malpensa Estacional: Londres–Gatwick, París–Orly, Zúrich |
| Eurowings                     | Stuttgart Estacional: Colonia/Bonn, Düsseldorf |
| ITA Airways                   | Milán–Linate, Roma–Fiumicino |
| Luxair                        | Estacional: Luxemburgo |
| Neos                          | Estacional: Milán–Malpensa, Verona |
| Ryanair                       | Barcelona, Beauvais, Bérgamo, Bolonia, Burdeos, Charleroi, Eindhoven, Génova, Londres–Stansted, Mánchester, Milán–Malpensa, Perugia, Pisa, Roma–Fiumicino, Turín, Verona Estacional: Dublín, Madrid, Memmingen, Palermo, Estocolmo–Arlanda, Treviso, Venecia, Breslavia, Zagreb |
| SkyAlps                       | Estacional: Bolzano |
| Swiss International Air Lines | Ginebra, Zürich |
| Transavia                     | Estacional: París-Orly, Róterdam/La Haya |
| TUI fly Belgium               | Estacional: Bruselas |
| Volotea                       | Estacional: Cagliari, Nantes |
| Vueling                       | Estacional: Barcelona |
| Wizz Air                      | Tirana |

## Estadísticas
Ver fuente y consulta Wikidata.

## Accesos y transporte público
Transporte público – Bus y tren (Brindisi, Lecce y Tarento)
El autobús de STP Brindisi circula entre el aeropuerto y la ciudad. Cada día de la semana sale el bus cada media hora desde y hacia Bríndisi. Desde las 08.15 horas hasta las 20.45 horas el bus realiza una conexión entre el aeropuerto, la estación de ferrocarril de Bríndisi y Costa Morena:  el bus va a la estación de trenes al puerto de Costa Morena y regresa al aeropuerto. Por las mañanas a primeras horas y por la tarde a últimas, los autobús tan sólo enlazan el aeropuerto y la estación de ferrocarril de Bríndisi (Piazza Crispi), es decir el bus va hacia la estación central de Brindisi y vuelve de nuevo al aeropuerto.  El bus siempre sale y termina su recorrido en frente a la terminal.  La duración del recorrido hasta la estación central de Bríndisi es de unos 10 -15 minutos, el tiempo de viaje hasta Costa Morena es de 25 a 30 minutos. En la estación central de trenes de Brindisi puedes tomar un tren hacia Lecce (30 minutos) y Tarento (60 minutos).
Transporte en bus – Pugliairbus (Lecce y Tarento)
Todos los días de la semana el Plugliairbus va desde Brindisi Airport hacia Lecce (nueve veces al día) y hacia Taranto (cinco veces al día). El Pugliairbus es un servicio de transporte de la compañía de autobuses SITA. La duración del trayecto hasta la estación de autobús ‘Lecce City Terminal’ ubicada en la plaza ‘Piazza Carmelo Bene’ es de 40 minutos. Esta estación de autobús se encuentra a 1,5 kilómetros al norte del centro de Lecce. La parada en Tarento se encuentra junto al pabellón deportivo PalaMazzola (Via Mascherpa) 3 kilómetros al este del centro de la ciudad. La duración del recorrido es de 1 hora y 10 minutos.
- Página web del aeropuerto de Brindisi